# Alicia Hannah-Kim
Alicia Hannah-Kim (* 28. Juli 1982 in Sydney) ist eine koreanisch-australische Schauspielerin.

## Leben
Alicia Hannah-Kim wuchs als Tochter koreanischer Einwanderer in Sydney, Australien auf. In Australien trat sie für das Australian Theatre for Young People (ATYP) auf. Ihr Fernsehdebüt hatte sie in der Fernsehserie White Collar.
Im Anschluss hatte sie mehrere Gastauftritte in Folgen von L.A. Crash, Grey’s Anatomy, Hot in Cleveland und Supah Ninjas sowie kleinere Rollen in Filmen wie Rush Hour 3 (2007), We Love You, Sally Carmichael! (2017) und Heatwave (2022).
2022 bis 2025 spielte sie den Charakter Kim Da-Eun in den beiden letzten Staffeln von Cobra Kai. Am Rande einer Fan-Convention soll im Juni 2025 ihr Co-Star Martin Kove sie in den Arm gebissen haben. der Vorfall erregte die Aufmerksamkeit der internationalen Presse.

## Privatleben
Alicia Hannah-Kim ist seit 2014 mit dem französischen Schauspieler Sebastian Roché verheiratet.

## Filmografie
- 2006: Candy – Reise der Engel (Candy)
- 2007: Rush Hour 3
- 2008: L.A. Crash (2 Folgen)
- 2012: Holiday Road
- 2012: A Night at the Silent Movie Theater
- 2017: We Love You, Sally Carmichael!
- 2017: Last Meal (Kurzfilm)
- 2018: Alone Together (2 Folgen)
- 2021: Welcome to Forever (Kurzfilm)
- 2022: Heatwave
- 2022: Minx (2 Folgen)
- 2022–2025: Cobra Kai